# 2020년 전미 비평가 협회상
제55회 전미 비평가 협회상은 2020년 최고의 영화를 기리기 위해 2021년 1월에 열린 시상식이다.

## 수상 및 후보

### 작품상
- 노마드랜드 - 클로이 자오 수상
- 퍼스트 카우 - 켈리 라이카트
- 전혀아니다,별로아니다,가끔그렇다,항상그렇다 - 엘리자 히트맨

### 감독상
- 노마드랜드 - 클로이 자오 수상
- SMALL AXE - 스티브 맥퀸
- 퍼스트 카우 - 켈리 라이카트

### 여우주연상
- 노마드랜드 - 프란시스 맥도맨드 수상
- 마 레이니, 그녀가 블루스 - 비올라 데이비스
- 전혀아니다,별로아니다,가끔그렇다,항상그렇다 - 시드니 플래니건

### 남우주연상
- Da 5 블러드 - 델로이 린도 수상
- 마 레이니, 그녀가 블루스 - 채드윅 보스만
- 사운드 오브 메탈 - 리즈 아메드

### 여우조연상
- 보랏 서브시퀀트 무비필름 - 마리아 바카로바 수상
- 맹크 - 아만다 사이프리드
- 미나리 - 윤여정

### 남우조연상
- 사운드 오브 메탈 - 폴 라시 수상
- 마 레이니, 그녀가 블루스 - 글린 터먼
- Da 5 블러드 - 채드윅 보스만

### 각본상
- 전혀아니다,별로아니다,가끔그렇다,항상그렇다 - 엘리자 히트맨 수상
- 퍼스트 카우 - 켈리 라이카트
- 이제 그만 끝낼까 해 - 찰리 카우프만

### 촬영상
- 노마드랜드 - 조슈아 제임스 리차드 수상
- 러버스 락 - 샤비어 커크너
- 비탈리나 바렐라 - 레오나르도 시모스

### 논픽션 영화상
- 타임 - 가렛 브래들리 수상
- 시티 홀 - 프레더릭 와이즈먼
- 콜렉티브 - 알레그잔데르 나나우

### 필름 헤리티지상
- Women Make Movies 수상
- Film Comment 수상
- Brattle Theatre in Cambridge, MA 수상
- Film Awaiting U.S. Distribution 수상

### 외국어영화상
- 콜렉티브 - 알레그잔데르 나나우 수상
- 바쿠라우 - 클레버 멘돈사 필로 외 1명
- 빈폴 - 칸테미르 발라고프
- 비탈리나 바렐라 - 페드로 코스타